# Знание (1911 – 1912)
„Знание“ е българско месечно педагогическо списание, излизало в Одрин, Османската империя в 1911 – 1912 година.

## История
Списанието излиза от септември 1911 до януари 1912 година. Редактор е деецът на ВМОРО Димитър Нашев. Излизат 5 броя. Печата се в печатницата на отците Възкресенци. Списанието помества статии по методика и дидактика, книгопис, рецензии и обществена хроника. Подкрепя левицата в македоно-одринското освободително движение.